# Animaniacs
Animaniacs (Steven Spielberg Presents Animaniacs) är en amerikansk animerad TV-serie som visades i amerikansk mellan TV 1993-1998, med Steven Spielberg som exekutiv producent. I Sverige visades serien i SVT med svensk text (även känd som Anima-Dårpippi i Sverige). Senast visades den i Barnkanalen.
Serien handlar om de två Warnerbröderna Yakko och Wakko och deras lillasyster Dot. Enligt serien skapades de år 1933 av tecknarna på Warner Bros. De visade sig dock vara så knäppa att de låstes in i vattentornet för att aldrig mer släppas ut igen. Ett antal år senare lyckades de rymma.
Studions VD heter Thaddeus Plotz och han lejde psykologen Dr. Otto Scratchansniff till att göra Yakko, Wakko och Dot mindre knäppa.
I serien förekom det mycket musik. Några av de mest kända sångerna är:
- The Presidents som räknar upp samtliga presidenter i USA (fram till Bill Clinton). Melodi: Ouvertyren till operan Wilhelm Tell.
- Yakko's World som räknar upp de flesta av världens nationer. Melodi: Mexican Hat Dance
- Wakko's America som räknar upp USA:s delstater med huvudstäder. Melodi: Turkey in the Straw.

Serien hade även ett antal andra karaktärer:
- Pinky och Hjärnan, två laboratoriemöss som varje natt försöker ta över världen
- Slappy Squirrel, en gammal ekorre som tidigare arbetat som skådespelare
- Rita & Runt, en katt och en hund som letar efter ett hem
- Goodfeathers (fjäderbröder), en duvparodi på filmen Maffiabröder
- Buttons & Mindy. hunden Buttons räddar ständigt den lilla flickan Mindy men får ändå bara skäll
- Minerva Mink, en ung och attraktiv mink.

### Fotnoter
1. ↑  Rob Wainfur. ”How Steven Spielberg Helped Make Animaniacs a Classic” (på engelska). The Beardedtrio. Arkiverad från originalet den 15 februari 2017. https://web.archive.org/web/20170215025243/http://www.thebeardedtrio.com/2016/09/how-steven-spielberg-helped-make.html. Läst 14 februari 2017.